# Leon Flach
Leon Maximilian Flach (ur. 28 lutego 2001 w Humble) – amerykański piłkarz pochodzenia niemieckiego grający w Jagiellonii Białystok. 

## Statystyki
(aktualne na koniec sezonu 2024/2025)
| Klub                  | Sezon           | Liga                 | Liga | Liga | Puchar kraju | Puchar kraju | CONCACAF/ Europa | CONCACAF/ Europa | Suma | Suma |
| Klub                  | Sezon           | Liga                 | M.   | Br.  | M.           | Br.          | M.               | Br.              | M.   | Br.  |
| --------------------- | --------------- | -------------------- | ---- | ---- | ------------ | ------------ | ---------------- | ---------------- | ---- | ---- |
| FC St. Pauli II       | 2020/2021       | Fußball-Regionalliga | 3    | 1    | —            | —            | —                | —                | 3    | 1    |
| FC St. Pauli          | 2020–21         | 2. Bundesliga        | 9    | 1    | —            | —            | —                | —                | 9    | 1    |
| Philadelphia Union    | 2021            | MLS                  | 34   | 1    | —            | —            | 6                | 0                | 43   | 1    |
| Philadelphia Union    | 2022            | MLS                  | 34   | 0    | 1            | 0            | —                | —                | 38   | 1    |
| Philadelphia Union    | 2023            | MLS                  | 25   | 1    | 1            | 0            | 4                | 0                | 35   | 1    |
| Philadelphia Union    | 2024            | MLS                  | 23   | 0    | —            | —            | —                | —                | 29   | 0    |
| Philadelphia Union    | Ogólnie         | Ogólnie              | 116  | 2    | 2            | 0            | 10               | 0                | 145  | 3    |
| Jagiellonia Białystok | 2024/25         | Ekstraklasa          | 13   | 0    | 1            | 0            | 5                | 0                | 19   | 0    |
| Ogólnie kariera       | Ogólnie kariera | Ogólnie kariera      | 141  | 4    | 3            | 0            | 15               | 0                | 176  | 5    |

## Sukcesy

### Philadelphia Union
- Puchar MLS (2 miejsce): 2022[3]

### Jagiellonia Białystok
- Superpuchar Polski
  -  2024[4]